# Principi d'exclusió de Pauli

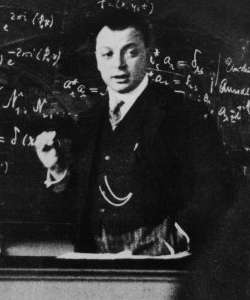
Wolfgang Pauli va formular la llei que diu que dos electrons no poden tenir el mateix conjunt de nombres quàntics

En mecànica quàntica, el principi d'exclusió de Pauli estableix que dues o més partícules idèntiques amb espins mig enters (és a dir, fermions) no poden ocupar el mateix estat quàntic dins d'un sistema quàntic simultàniament. Aquest principi va ser formulat pel físic austríac Wolfgang Pauli l'any 1925 per als electrons, i més tard es va estendre a tots els fermions amb el seu teorema d'estadística de l'espín de 1940.
En el cas dels electrons en àtoms, es pot afirmar de la següent manera: «és impossible que dos electrons d'un àtom polielectrònic tinguin els mateixos valors dels quatre nombres quàntics» (n, el nombre quàntic principal; ℓ, el nombre quàntic azimutal; mℓ, el nombre quàntic magnètic; i ms, el nombre quàntic d'espín). Per exemple, si dos electrons resideixen en el mateix orbital, aleshores els seus valors n, ℓ, i mℓ són els mateixos; per tant, els seus ms han de ser diferents i, per tant, els electrons han de tenir projeccions d'espín mig enter oposades de 1/2 i -1/2.
Les partícules amb un espín sencer (o bosons), no estan subjectes al principi d'exclusió de Pauli; qualsevol nombre de bosons idèntics poden ocupar el mateix estat quàntic, com passa, per exemple, amb els fotons produïts per un làser o àtoms en un condensat de Bose-Einstein.
Una afirmació més rigorosa és que, pel que fa a l'intercanvi de dues partícules idèntiques, la funció d'ona total (moltes partícules) és antisimètrica per als fermions i simètrica per als bosons. Això vol dir que si s'intercanvien les coordenades d'espai i espín de dues partícules idèntiques, aleshores la funció d'ona total canvia de signe per als fermions i no canvia per als bosons.
Si dos fermions estiguessin en el mateix estat (per exemple el mateix orbital amb el mateix espín en el mateix àtom), intercanviar-los no canviaria res i la funció d'ona total no canviaria. L'única manera que la funció d'ona total pot canviar de signe com cal per als fermions i també romandre sense canvis és que aquesta funció ha de ser zero a tot arreu, el que significa que l'estat no pot existir. Aquest raonament no s'aplica als bosons perquè el signe no canvia.

## Visió general
El principi d'exclusió de Pauli descriu el comportament de tots els fermions (partícules amb «espín mig sencer»), mentre que els bosons (partícules amb «espín sencer») estan subjectes a altres principis.

Classificació de les partícules elementals segons el model estàndard

Els fermions inclouen partícules elementals com ara quarks, electrons i neutrins. A més, els barions, els protons i els neutrons (partícules subatòmiques formades per tres quarks) i alguns àtoms (com l'heli-3) són fermions i, per tant, també es descriuen pel principi d'exclusió de Pauli. Els àtoms poden tenir un «espín» global diferent, que determina si són fermions o bosons; per exemple, l'heli-3 té un espín 1/2 i, per tant, és un fermió, mentre que l'heli-4 té un espín 0 i és un bosó. El principi d'exclusió de Pauli sustenta moltes propietats de la matèria quotidiana, des de la seva estabilitat a gran escala fins al comportament químic dels àtoms.
«Espín mig sencer» significa que el valor del moment angular intrínsec dels fermions és {\displaystyle \hbar =h/2\pi } (constant de Planck reduïda) per un mig enter (1/2, 3/2, 5/2, etc.). En la teoria de la mecànica quàntica, els fermions es descriuen mitjançant estats antisimètrics. En canvi, les partícules amb espín enter (bosons) tenen funcions d'ona simètriques i poden compartir els mateixos estats quàntics. Els bosons inclouen el fotó, els parells de Cooper que són responsables de la superconductivitat, i els bosons W i Z. Els fermions prenen el seu nom de la distribució estadística de Fermi-Dirac, a la qual obeeixen, i els bosons prenen el seu de la distribució de Bose-Einstein.

## Història
A principis del segle xx es va fer evident que els àtoms i les molècules amb nombres parells d'electrons eren més estables químicament que aquells amb nombres imparells d'electrons. A l'article de 1916 «The Atom and the Molecule» (L'àtom i la molècula) de Gilbert N. Lewis, per exemple, el tercer dels seus sis postulats de comportament químic afirma que l'àtom tendeix a contenir un nombre parell d'electrons en qualsevol capa donada, i especialment a contenir vuit electrons, que va suposar que estaven disposats normalment simètricament a les vuit cantonades d'un cub.
El 1919 el químic Irving Langmuir va suggerir que la taula periòdica es podria explicar si els electrons d'un àtom estaven connectats o agrupats d'alguna manera. Es pensava que els grups d'electrons ocupaven un conjunt de capes d'electrons al voltant del nucli.
El 1922, Niels Bohr va actualitzar el seu model de l'àtom assumint que certs nombres d'electrons (per exemple 2, 8 i 18) corresponien a «capses tancades» estables.
Pauli va buscar una explicació per a aquests nombres, que al principi eren només empírics. Al mateix temps, intentava explicar els resultats experimentals de l'efecte Zeeman en espectroscòpia atòmica i en ferromagnetisme. Va trobar una pista essencial en un article de 1924 d'Edmund C. Stoner, que assenyalava que, per a un valor donat del nombre quàntic principal (n), el nombre de nivells d'energia d'un sol electró en els espectres de metalls alcalins en un camp magnètic extern, on tots els nivells d'energia degenerats estan separats, és igual al nombre d'electrons de la capa tancada dels gasos nobles per al mateix valor de n. Això va portar a Pauli a adonar-se que el complicat nombre d'electrons en capes tancades es pot reduir a la simple regla d'un electró per estat si els estats d'electrons es defineixen mitjançant quatre nombres quàntics. Amb aquest propòsit va introduir un nou nombre quàntic de dos valors, identificat per Samuel Goudsmit i George Uhlenbeck com a «espín electrònic».

## Connexió amb la simetria d'estat quàntic
En el seu discurs del Nobel, Pauli va aclarir la importància de la simetria de l'estat quàntic pel principi d'exclusió:
| « | Entre les diferents classes de simetria, les més importants (que a més per a dues partícules són les úniques) són la classe simètrica, en què la funció d'ona no canvia el seu valor quan es permuten les coordenades d'espai i d'espín de dues partícules, i la classe antisimètrica, en la qual per a aquesta permutació la funció d'ona canvia de signe... [La classe antisimètrica és] la formulació mecànica ondulatòria correcta i general del principi d'exclusió. | » |

El principi d'exclusió de Pauli amb una funció d'ona de moltes partícules d'un sol valor és equivalent a requerir que la funció d'ona sigui antisimètrica respecte a l'intercanvi. Si el rang {\displaystyle |x\rangle } i {\displaystyle |y\rangle } sobre els vectors base de l'espai de Hilbert que descriu un sistema d'una partícula, aleshores el producte tensorial produeix els vectors base {\displaystyle |x,y\rangle =|x\rangle \otimes |y\rangle } de l'espai de Hilbert que descriu un sistema de dues d'aquestes partícules. Qualsevol estat de dues partícules es pot representar com una superposició (és a dir, suma) d'aquests vectors base:
{\displaystyle |\psi \rangle =\sum _{x,y}A(x,y)|x,y\rangle ,}
on cada A(x,y) és un coeficient escalar (complex). L'antisimetria sota intercanvi significa que A(x,y) = −A(y,x). Això implica A(x,y) = 0 quan x = y, que és l'exclusió de Pauli. És cert en qualsevol base, ja que els canvis locals de base mantenen les matrius antisimètriques antisimètriques.
Per contra, si les magnituds diagonals A(x,x) són zero en totes les bases, aleshores la component de funció d'ona
{\displaystyle A(x,y)=\langle \psi |x,y\rangle =\langle \psi |{\Big (}|x\rangle \otimes |y\rangle {\Big )}}
és necessàriament antisimètric. Per demostrar-ho, considerem l'element matricial
{\displaystyle \langle \psi |{\Big (}(|x\rangle +|y\rangle )\otimes (|x\rangle +|y\rangle ){\Big )}.}
Això és zero, perquè les dues partícules tenen una probabilitat zero que totes dues estiguin en estat de superposició {\displaystyle |x\rangle +|y\rangle }. Però això és igual a
{\displaystyle \langle \psi |x,x\rangle +\langle \psi |x,y\rangle +\langle \psi |y,x\rangle +\langle \psi |y,y\rangle .}
El primer i l'últim terme són elements diagonals i són zero, i la suma total és igual a zero. Així, els elements de la matriu de funció d'ona obeeixen:
{\displaystyle \langle \psi |x,y\rangle +\langle \psi |y,x\rangle =0,}
o
{\displaystyle A(x,y)=-A(y,x).}
Per a un sistema amb n > 2 partícules, els estats base multipartícules es converteixen en n-plecs productes tensorials dels estats base d'una partícula, i els coeficients de la funció d'ona {\displaystyle A(x_{1},x_{2},\ldots ,x_{n})} s'identifiquen per n estats d'una partícula. La condició d'antisimetria estableix que els coeficients han d'invertir el signe sempre que s'intercanvien dos estats: {\displaystyle A(\ldots ,x_{i},\ldots ,x_{j},\ldots )=-A(\ldots ,x_{j},\ldots ,x_{i},\ldots )} per qualsevol {\displaystyle i\neq j}. El principi d'exclusió és la conseqüència que, si {\displaystyle x_{i}=x_{j}} per a qualsevol {\displaystyle i\neq j,} llavors {\displaystyle A(\ldots ,x_{i},\ldots ,x_{j},\ldots )=0.} Això demostra que cap de les n partícules pot estar en el mateix estat.

### Teoria quàntica avançada
Segons el teorema d'estadística de l'espín, les partícules amb espín sencer ocupen estats quàntics simètrics, i les partícules amb espín mig sencer ocupen estats antisimètrics; a més, els principis de la mecànica quàntica només permeten valors d'espín enters o mig enters. De la teoria quàntica de camps, es deriva de l'aplicació d'un operador rotacional en temps imaginari a partícules d'espín mig enter.
En una dimensió, els bosons, així com els fermions, poden obeir el principi d'exclusió. Un gas Bose unidimensional amb interaccions repulsives de funció delta de força infinita és equivalent a un gas de fermions lliures. La raó d'això és que, en una dimensió, l'intercanvi de partícules requereix que passin entre si; per a una repulsió infinitament forta això no pot passar. Aquest model es descriu mitjançant una equació de Schrödinger no lineal quàntica. A l'espai del moment, el principi d'exclusió és vàlid també per a la repulsió finita en un gas Bose amb interaccions de funció delta, així com per a la interacció de espins i pel model de Hubbard en una dimensió, i per a altres models resolubles per l'estimació de Bethe. L'estat fonamental en models resolubles per l'estimació de Bethe és una esfera de Fermi

## Aplicacions

### Àtoms

Nivells d'energia (no representats a escala)

El principi d'exclusió de Pauli ajuda a explicar una gran varietat de fenòmens físics. Una conseqüència especialment important del principi és l'elaborada estructura de la capa electrònica dels àtoms i la manera com els àtoms comparteixen electrons, explicant la varietat d'elements químics i les seves combinacions químiques. Un àtom elèctricament neutre conté electrons lligats igual en nombre als protons del nucli. Els electrons, en ser fermions, no poden ocupar el mateix estat quàntic que altres electrons, de manera que els electrons s'han d'«apilar» dins d'un àtom, és a dir, tenen diferents girs mentre estan al mateix orbital d'electrons com es descriu a continuació.
Un exemple és l'àtom neutre d'heli, que té dos electrons lligats, els quals poden ocupar els estats de menor energia («1s») adquirint espín oposat; com que l'espí forma part de l'estat quàntic de l'electró, els dos electrons es troben en estats quàntics diferents i no violen el principi de Pauli. Tanmateix, el gir només pot prendre dos valors diferents (valors propis). En un àtom de liti, amb tres electrons lligats, el tercer electró no pot residir en un estat «1s» i ha d'ocupar un dels estats «2s» de major energia. De la mateixa manera, els elements successivament més grans han de tenir capes d'energia successivament més gran. Les propietats químiques d'un element depenen en gran manera del nombre d'electrons de la capa més externa; els àtoms amb diferents nombres de capes d'electrons ocupades però el mateix nombre d'electrons a la capa més externa tenen propietats similars, la qual cosa dona lloc a la taula periòdica dels elements.
Per provar el principi d'exclusió de Pauli per a l'àtom d'heli, Gordon Drake va realitzar càlculs molt precisos per als estats hipotètics de l'àtom He que el violen, que s'anomenen «estats parònics». Més tard, K. Deilamian et al. va utilitzar un espectròmetre de feix atòmic per cercar l'estat parònic 1s2s 1S0 calculat per Drake. La cerca no va tenir èxit i va demostrar que el pes estadístic d'aquest estat parònic té un límit superior de 5 × 10−6 (el principi d'exclusió implica un pes de zero).

### Propietats d'estat sòlid
En conductors i semiconductors, hi ha un nombre molt gran d'orbitals moleculars que efectivament formen una estructura de bandes contínues de nivells d'energia. En els conductors forts (metalls), els electrons estan tan degenerats que ni tan sols poden contribuir molt a la capacitat tèrmica d'un metall. Moltes propietats mecàniques, elèctriques, magnètiques, òptiques i químiques dels sòlids són la conseqüència directa de l'exclusió de Pauli.

### Estabilitat de la matèria
L'estabilitat de cada estat d'electró en un àtom està descrita per la teoria quàntica de l'àtom, que demostra que l'aproximació propera d'un electró al nucli augmenta necessàriament l'energia cinètica de l'electró, una aplicació del principi d'incertesa de Heisenberg. Tanmateix, l'estabilitat dels grans sistemes amb molts electrons i molts nucleons és una qüestió diferent i requereix el principi d'exclusió de Pauli.
S'ha demostrat que el principi d'exclusió de Pauli és responsable del fet que la matèria ordinària sigui estable i ocupi volum. Aquest suggeriment va ser fet per primera vegada l'any 1931 per Paul Ehrenfest, que va assenyalar que els electrons de cada àtom no poden caure tots a l'orbital d'energia més baixa i han d'ocupar capes successivament més grans. Els àtoms, per tant, ocupen un volum i no es poden apretar massa junts.
La primera prova rigorosa va ser proporcionada l'any 1967 per Freeman Dyson i Andrew Lenard, que van considerar l'equilibri de les forces atractives (electró-nuclear) i repulsives (electró-electró i nuclear-nuclear) i van demostrar que la matèria ordinària seria col·lapsar-se i ocupar un volum molt més petit sense el principi de Pauli.
Més tard, Elliott H. Lieb i Walter Thirring van trobar una demostració molt més senzilla el 1975. Van proporcionar un límit inferior de l'energia quàntica segons el model de Thomas-Fermi, que és estable a causa d'un teorema de Teller. La prova va utilitzar un límit inferior de l'energia cinètica que ara s'anomena desigualtat de Lieb-Thirring.
La conseqüència del principi de Pauli aquí és que els electrons del mateix espín es mantenen separats per una interacció d'intercanvi repulsiu, que és un efecte de curt abast, que actua simultàniament amb la força electroestàtica o coulombica de llarg abast. Aquest efecte és en part responsable de l'observació quotidiana en el món macroscòpic que dos objectes sòlids no poden estar al mateix lloc alhora.

### Astrofísica
Dyson i Lenard no van tenir en compte les forces magnètiques o gravitatòries extremes que es produeixen en alguns objectes astronòmics. L'any 1995, Elliott Lieb i els seus companys van demostrar que el principi de Pauli encara condueix a l'estabilitat en camps magnètics intensos com en les estrelles de neutrons, encara que a una densitat molt més alta que en la matèria ordinària. És una conseqüència de la relativitat general que, en camps gravitatoris prou intensos, la matèria s'enfonsa per formar un forat negre.
L'astronomia ofereix una demostració espectacular de l'efecte del principi de Pauli, en forma de nanes blanques i estrelles de neutrons. En ambdós cossos, l'estructura atòmica es veu alterada per una pressió extrema, però les estrelles es mantenen en equilibri hidroestàtic per la «pressió de degeneració», també coneguda com a «pressió de Fermi». Aquesta forma exòtica de la matèria es coneix com a matèria degenerada. La immensa força gravitatòria de la massa d'una estrella es manté normalment en equilibri per la pressió tèrmica causada per la calor produïda en la fusió termonuclear al nucli de l'estrella. A les nanes blanques, que no pateixen fusió nuclear, la pressió de degeneració electrònica proporciona una força oposada a la gravetat. A les estrelles de neutrons, subjectes a forces gravitatòries encara més fortes, els electrons s'han fusionat amb els protons per formar neutrons. Els neutrons són capaços de produir una pressió de degeneració encara més alta, la pressió de degeneració de neutrons, encara que en un rang més curt. Això pot estabilitzar les estrelles de neutrons de més col·lapses, però amb una mida més petita i una densitat més alta que una nana blanca. Les estrelles de neutrons són els objectes més «rígids» coneguts; el seu mòdul de Young (o més exactament, el mòdul de compressibilitat) és 20 ordres de magnitud més gran que el del diamant. Tanmateix, fins i tot aquesta enorme rigidesa es pot superar amb el camp gravitatori d'una massa d'estrelles de neutrons que supera el límit de Tolman-Oppenheimer-Volkoff, donant lloc a la formació d'un forat negre.